# 321
321是一個在320和322之間的自然數。

## 數學性質
- 合數，正因數有1、3、107和321。
質因數分解為{\displaystyle 3\times 107}。
- 虧數，真因數和為111，虧度為210。
- 不尋常數，大於平方根的質因數為107。
- 半質數。
- 無平方數因數的數。
- 十进制的奢侈數。
- 第102個半質數
- 321正好是前3個自然數倒著數，合成的3位數。
- 321在十六進制是迴文數141，即321(10)=141(16)
- 十六進制的321在八進制是迴文數1441，即321(16)=1441(8)=801(10)

## 天文領域
- NGC 321是鯨魚座的一個星系。
- QSO B0104+321是一個位在雙魚座的類星體。
- 小行星321在1891年10月15日由約翰·帕利薩發現，並命名為Florentina。

## 其他領域
- 3月21日
- 321年
- 前321年
- 321國道
- 321 Action（前名：三二一合作社）
- 日本栃木縣中宇都宮市和鹿沼市板荷郵區編號的地區代碼。
- 空中巴士A321
- 溫姓是在《百家姓》中排名第321位的中文姓氏。
- 高321米的事物
  - 艾菲爾鐵塔
  - 阿拉伯塔
  - 太白山（日语：太白山）（日本宮城縣仙台市）
- 三二一合作社，香港戲劇表演團體
- 臺灣台北捷運C321型列車